# Tyler Deric
John Tyler Deric (Spring, 30 augustus 1988) is een Amerikaans voetballer die dienstdoet als doelman. Hij debuteerde in 2009 in het betaald voetbal als speler van Houston Dynamo.

## Clubcarrière
Deric tekende op 27 februari 2009 een contract bij Houston Dynamo en werd daarmee de eerste speler uit de jeugdopleiding van Houston die een contract tekende bij het eerste team. Tevens werd hij na Los Angeles Galaxy's Tristan Bowen de tweede speler in de historie van de Major League Soccer die vanuit de jeugdopleiding doorstroomde naar het eerste team. Hij maakte zijn professionele debuut op 16 oktober 2010 tegen San Jose Earthquakes. In 2009 en 2012 had hij korte verhuurperiodes bij opeenvolgend Austin Aztex en San Antonio Scorpions.